# Границы Римской империи

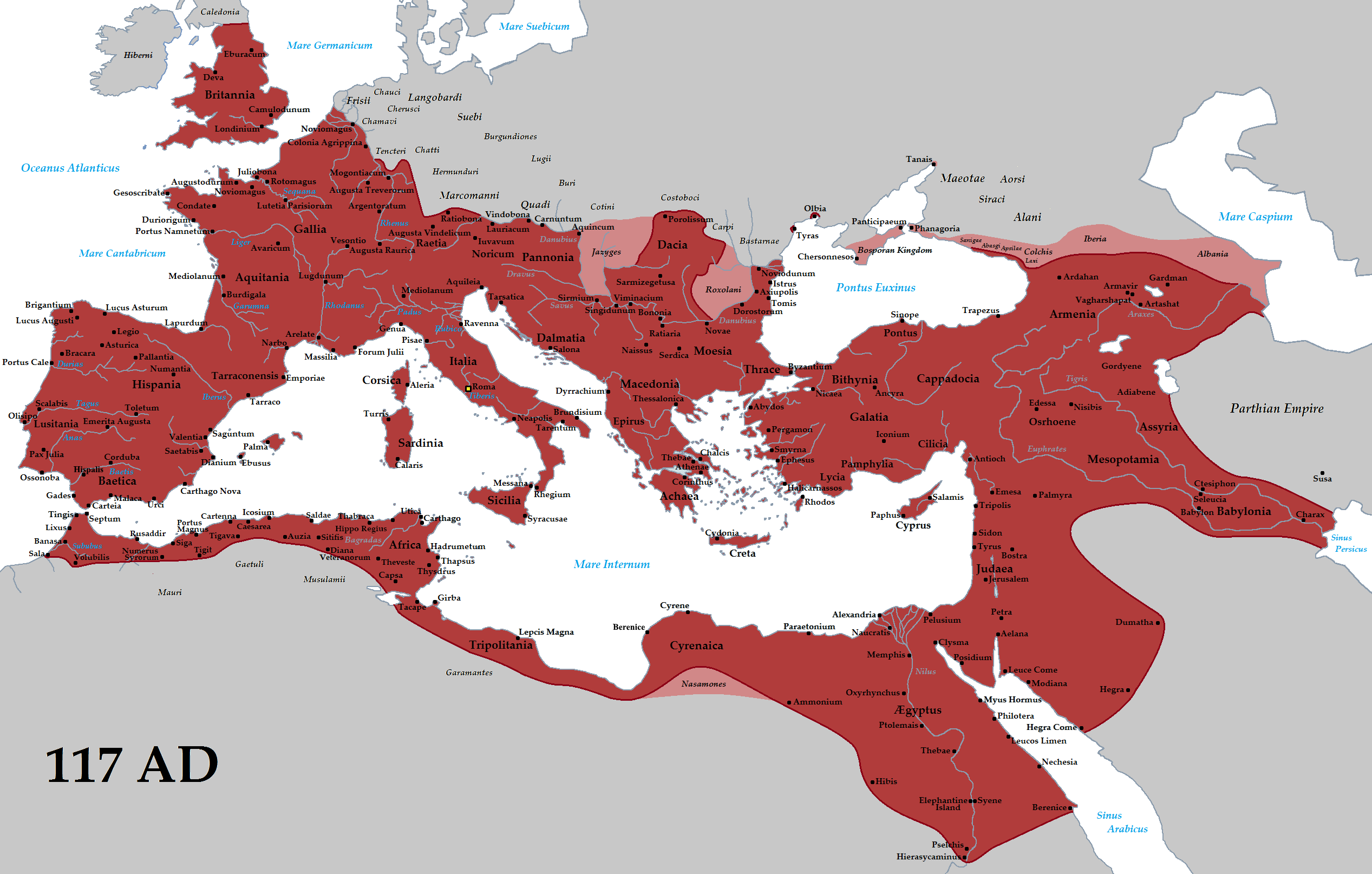
Римская империя в конце правления Траяна, 117 год.

Граница Римской империи (Limes imperii Romani) — граница Римского государства. Приграничные укрепления империи образовывали её лимес.
Граница римского государства менявшаяся по ходу его развития, и являла собой комбинацию как естественных рубежей (к примеру, реки Рейн и Дунай), так и специальных фортификационных сооружений, разделявших провинции империи и земли варваров (германцев, славян и так далее), прилегавшие к ним.
Фортификационная система на границах Римской империи получила название лимес. Латинское слово «limes» имеет целый ряд значений: граница, тропинка или просто невспаханная полоса между полями, любая дорога, пролив или просто различие между некими понятиями.
Таким образом, оно используется авторами, пишущими на латыни, для обозначения демаркированных или укреплённых граничных линий. В данном случае термин используется чаще всего для обозначения стен, обозначавших границы империи. В Британии империя возвела две стены (Вал Адриана и Вал Антонина Пия), в Мавретании была одна стена с пограничными фортами по обе стороны. В других местах, к примеру в Сирии и Каменистой Аравии вообще не было сплошной стены, вместо неё имелась сеть приграничных поселений и фортов, в которых были расквартированы армейские контингенты. В Дакии лимес между Дунаем и Чёрным морем были чередованием сети укреплённых пунктов и отпорных стен как таковых: Limes Moesiae была сочетанием двух, а местами и трёх, укреплённых стен с Большим лагерем и множеством более мелких лагерей, рассеянных вдоль укреплений.
Все вышесказанное является традиционным пониманием термина. Ныне распространено мнение, что это анахронистический термин, отражающий взгляды современных учёных в большей степени, чем римскую действительность. В действительности, лимес практически не использовался для обозначения имперских границ или укрепленных её частей. После третьего столетия нашей эры термин приобрёл чисто административный смысл, обозначая военный округ, возглавляемый dux limitis.

## Северная граница

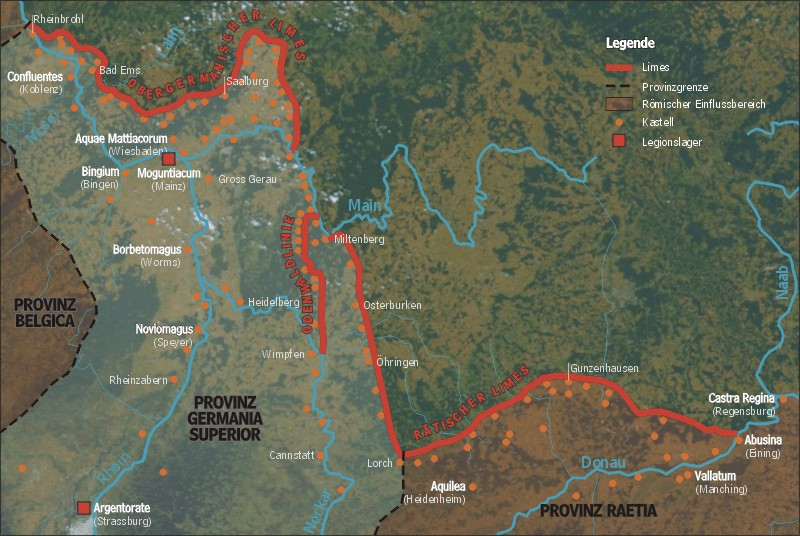
Limes Germanicus защищали империю от набегов германцев.

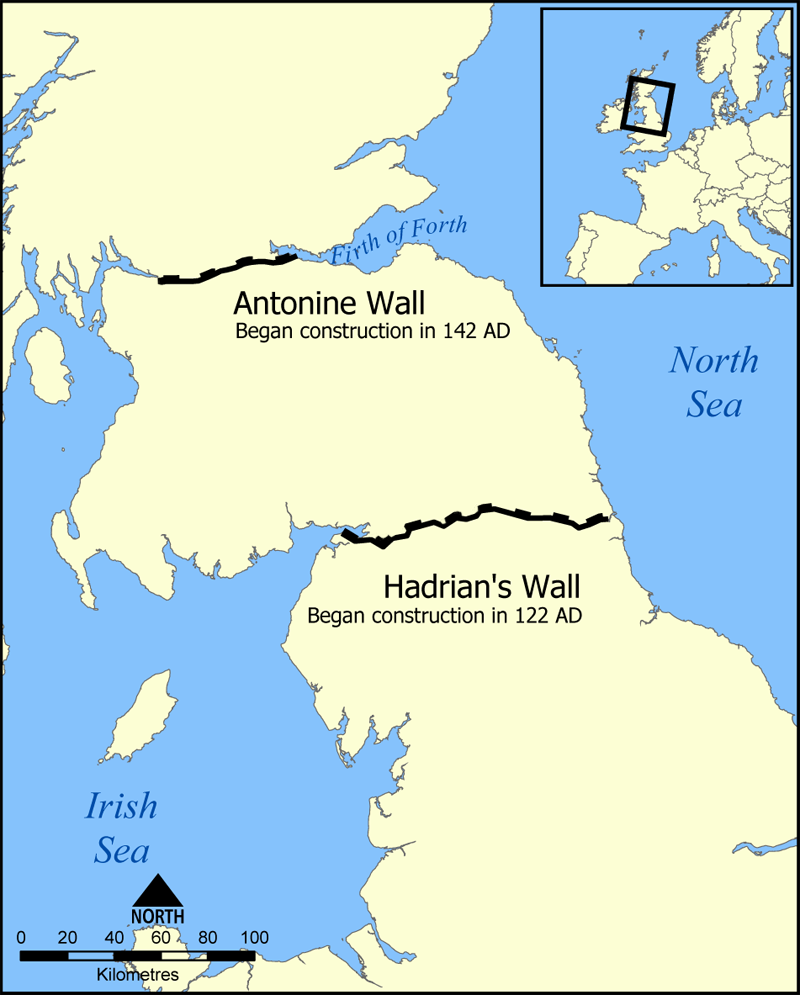
Расположение Вала Адриана и Вала Антонина в римской Британии.

В континентальной Европе границы были в основном точно определены и обыкновенно повторяли русла основных рек, к примеру, Рейна или Дуная. Однако, зачастую граница проходила не совсем точно по фарватеру: граница провинции Дакия (нынешняя Румыния) полностью располагалась на северном берегу Дуная, а провинция Германия (Germania Magna), которую не следует путать с провинциями Верхняя Германия и Нижняя Германия, включала в себя территорию между Рейном, Дунаем и Эльбой (стоит отметить, что провинция Germania Magna была потеряна через три года после её создания в результате битвы в Тевтобургском Лесу).
В римской Британии как вал Адриана, так и вал Антонина Пия были построены для защиты Британии от каледонцев, а также, с точки зрения римлян, для подготовки плацдарма для захвата собственно Каледонии (территориально эквивалентна современной Шотландии). Вал Адриана, построенный в 122 году нашей эры, обслуживался гарнизоном в 10 000 солдат, в то время как вал Антонина Пия, сооружённый между 142 и 144 годами, был покинут в 164 году и вновь занят на краткий период в 208 году.

## Восточная граница
Восточные границы меняли своё местоположение много раз, наиболее стабильной была граница, проходившая по реке Евфрат, которая была оставлена после того, как римляне победили своих конкурентов в регионе — парфян — взяв их столицу — город Сузы в 115 году. Парфяне были этносом, относившимся к иранской группе, государство которых занимало бо́льшую часть Большого Ирана, располагавшегося на территории нынешних Ирана, восточного Ирака, Армении ,Азербайджана и Кавказа. В 117 году император Адриан принял решение в интересах обеспечения более надёжного контроля над рубежами перенести границу назад на Евфрат. Тем самым Адриан восстановил статус-кво, вернув земли Армении, Месопотамии и Адиабены предыдущим хозяевам и не пытаясь романизировать Парфянскую империю. Последняя война с парфянами была начата императором Каракаллой, взявшим в 216 году город Арбела. После убийства Каракаллы его преемник Макрин был разбит парфянами в битве при Нисибисе и заключил невыгодный договор, выплатив 50 000 000 сестерциев контрибуцией за ущерб, нанесённый Каракаллой.

## Южная граница

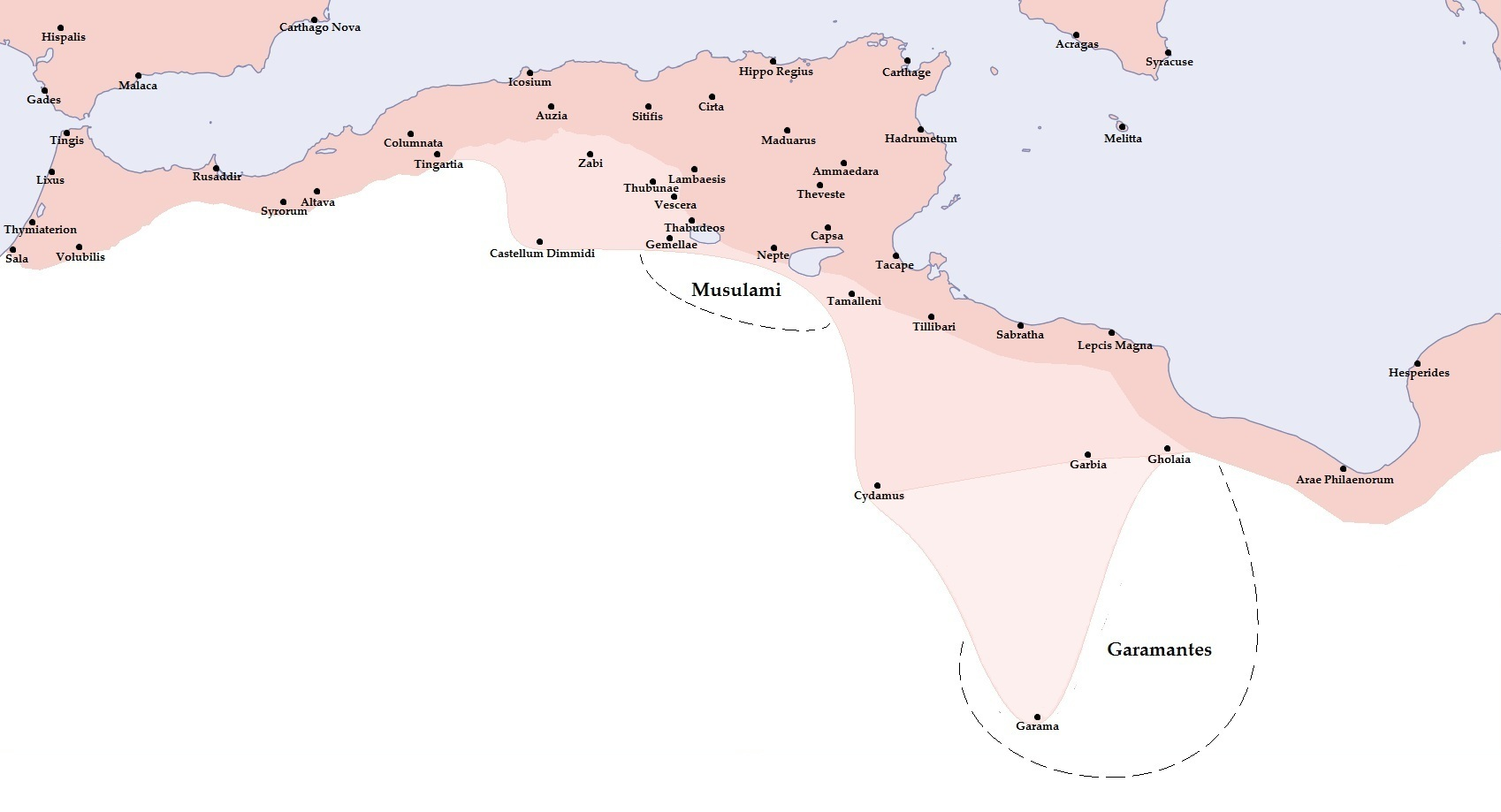
Южная граница Римской империи во времена Септимия Севера (конец II века нашей эры). Светлым тоном показаны территории, входившие в состав империи непродолжительный период.

Наиболее протяжённым рубежом империи была южная граница, проходившая по пескам пустынь Аравии и Ближнего Востока и по Сахаре в северной Африке, то есть по естественным барьерам, препятствовавшим экспансии. Империя контролировала средиземноморское побережье и прибрежные горные хребты. Римляне дважды пытались закрепиться во внутренней Сахаре, в оазисе Сива (и оба раза терпели поражения), однако контролировали долину Нила на несколько сотен километров вглубь Африки, приблизительно до современной судано-египетской границы. Некоторые участки границы империи от Атлантического океана до Египта были укреплены и, тем самым, превращены в лимес (Limes Tripolitanus, Limes Numidiae и другие). В южной части провинции Мавретания Тингитанская римляне построили лимес в третьем веке нашей эры — укрепления начинались неподалёку от современной Касабланки и тянулись вглубь материка вплоть до Волюбилиса.

Во время правления Септимия Севера пределы «Limes Tripolitanus» были ненадолго расширены на юг: III Августов легион под командованием легата Квинта Аниция Фауста захватил столицу гарамантов город Гарама в оазисе Сива.

## Список лимесов
- Нижнегерманский лимес
- Верхнегерманско-ретийский лимес
- Веттерауский лимес (часть Верхнегерманско-ретийского лимеса)
- Неккар-Оденвальдский лимес
- Альбский лимес
- Лаутертальский лимес
- Дунай-Иллер-Рейнский лимес
- Дунайский лимес
- Паннонский лимес (часть Дунайского лимеса)

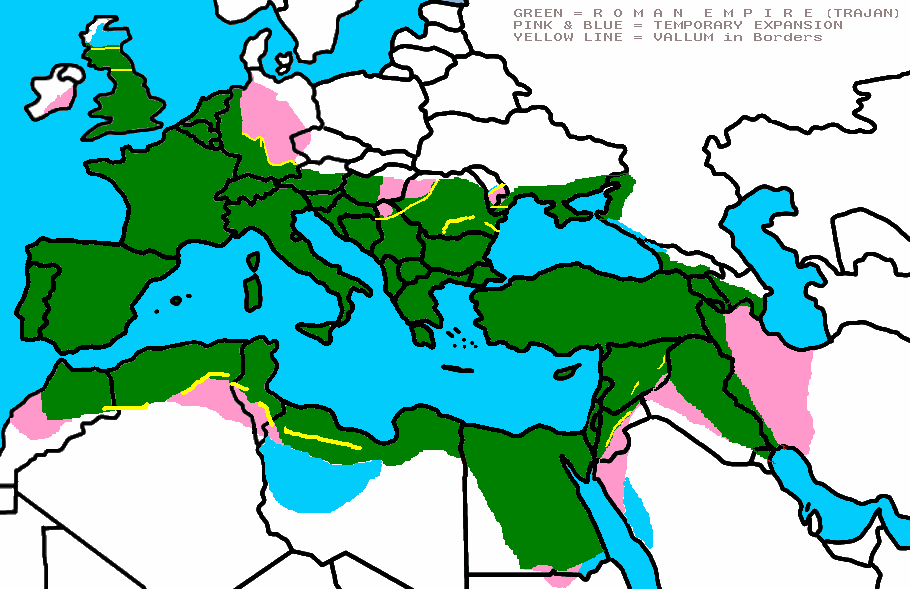

- Вал Адриана
- Вал Антонина
- Траяновы валы
- Аравийский лимес
- Триполитанский лимес
- Мавританский лимес